# Leucoagaricus barssii
Leucoagaricus barssii är en svampart som först beskrevs av Sanford Myron Zeller, och fick sitt nu gällande namn av Vellinga 2000. Leucoagaricus barssii ingår i släktet Leucoagaricus och familjen Agaricaceae.  Artens status i Sverige är: Ej påträffad. Inga underarter finns listade i Catalogue of Life.

## Källor

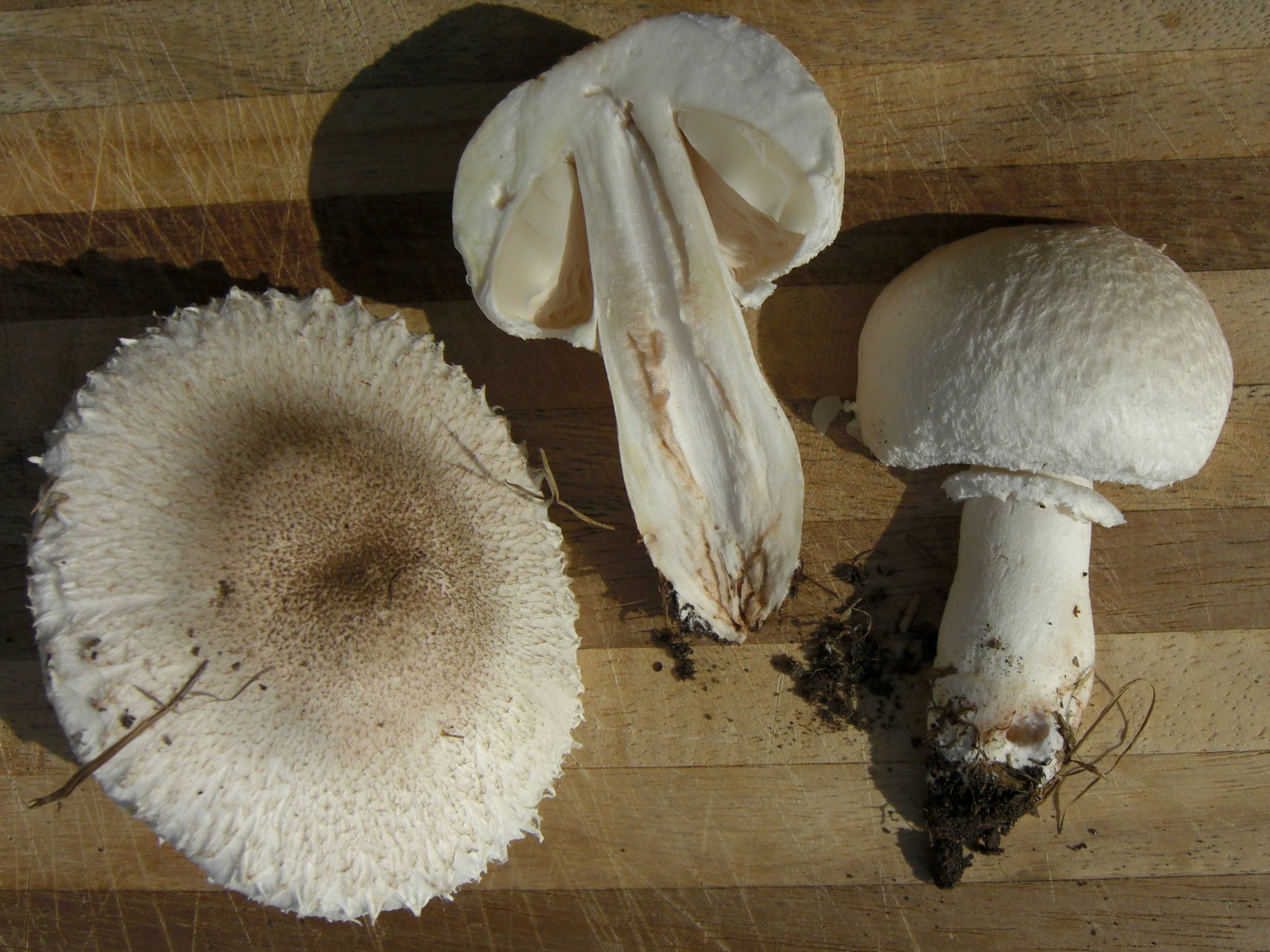
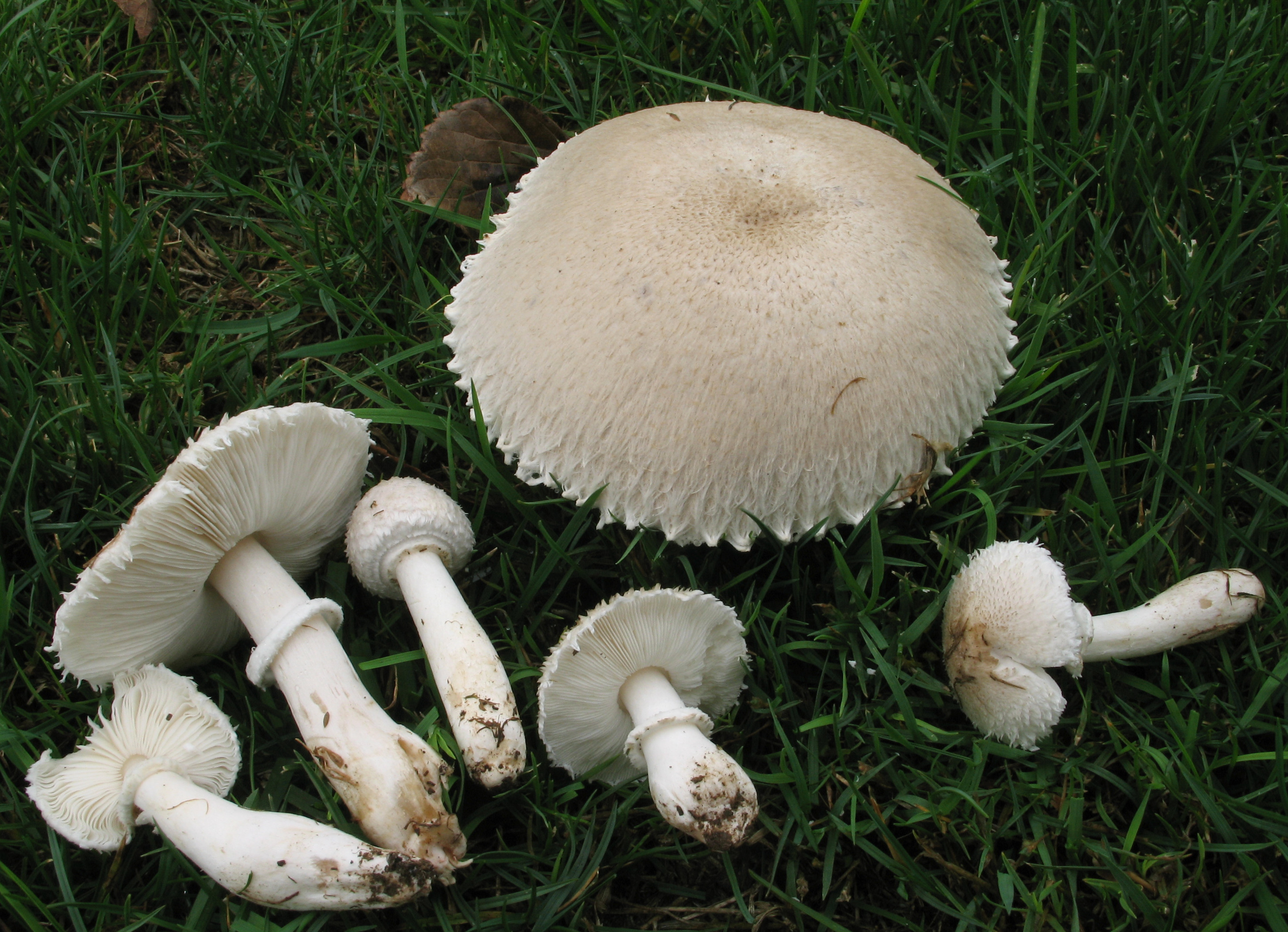
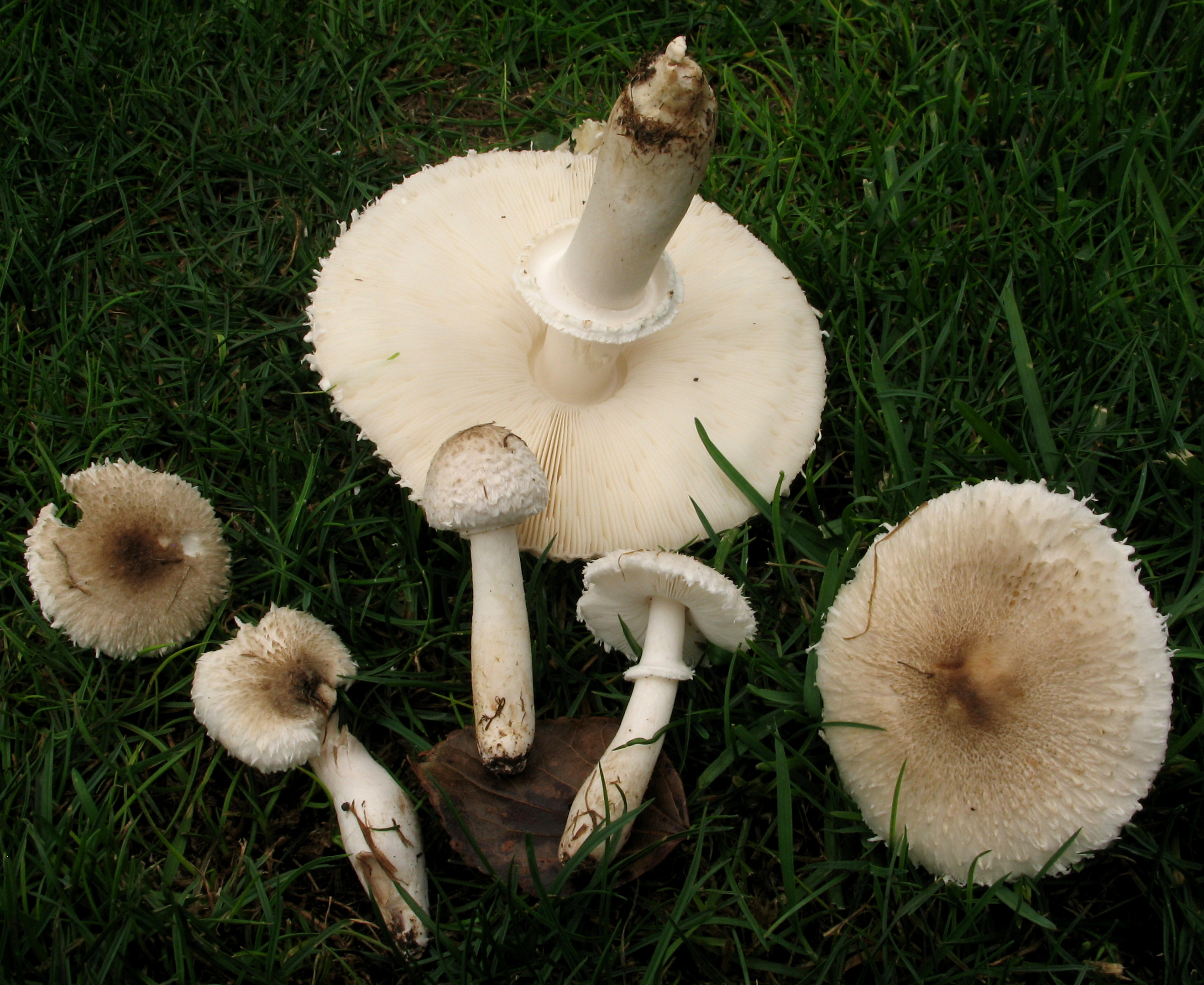
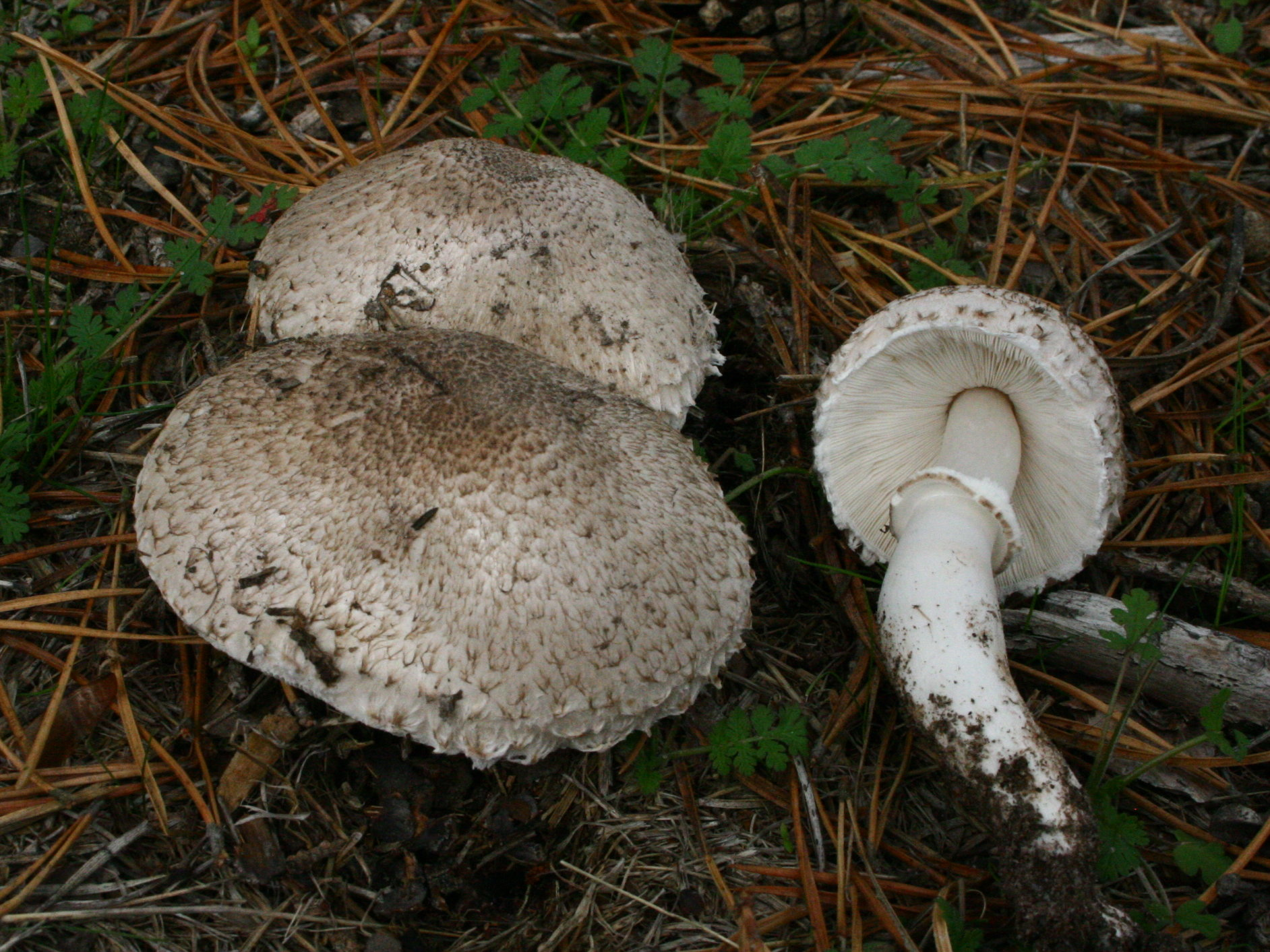